# Ramón Godó y Pié
Ramon Godó y Pié (Igualada, 1825-1883) fue un empresario español, propietario de la fábrica Igualadina Algodonera y hermano de Carlos y Bartolomé Godó, fundadores del diario La Vanguardia.

## Biografía
Nació en la localidad catalana de Igualada en 1825, tercero de los nueve hijos de Ramón Godó i Llucià (1801-65), alcalde de Igualada y empresario textil. A diferencia de su padre y de sus hermanos no intervino en política, y como heredero se centró en los negocios familiares.
La fábrica de La Igualadina Cotonera es un edificio de Igualada, conocido popularmente como el 'Vapor Vell', destinado a la fabricación de algodón que fue construido entre 1841 y 1842. Es la fábrica de tipo manchesteriano más antigua de entre las que se conservan en Cataluña y fue constituida como "Compañía Fabril Igualadina" por doce socios que aportaron 266 000 pesetas. Entre los socios figuraron varios algodoneros igualadinos, encabezados por Ramon Castells y Pié que aportó el 30% del capital, así como Ramón Godó i Llucià. En el otoño de 1856, la sociedad pasó a denominarse "Sociedad Anónima Igualadina Algodonera", redefinió el objeto social y dio entrada a nuevos socios. Esta sociedad, que tenía dos unidades de producción en Igualada y una en Martorell, se disolvió el 3 de mayo de 1880 debido a problemas económicos.
En 1877 la fábrica contaba con diecisiete telares. El 5 de febrero de 1881, en medio del proceso de liquidación de la "Sociedad Anónima Igualadina Algodonera", Ramón Godó adquirió el edificio y los terrenos de la fábrica, sin incluir la maquinaria, por 30 500 pesetas. El período posterior se caracterizó por la fuerte conflictividad social, con una huelga que afectó a 3000 obreros de Igualada durante 19 semanas de 1881.
Ramon Godó y Pié tuvo diecisiete hijos. El segundo de ellos, Juan Godó i Llucià (1851-1935), conocido popularmente como el 'Morrut' y adscrito al Partido Liberal, fue diputado provincial, diputado a Cortes y alcalde de Igualada. Ramon Godó y Pié murió en enero de 1883, tras una larga enfermedad. A partir de entonces, y bajo la dirección ya de Juan Godó i Llucià, las sociedades que asumirán la dirección y la gestión de la industria fueron "Viuda e Hijo de Ramón Godó" (1884-1889) y el propio Juan Godó después (1889 a 1936).